# 青蛾蠟蟬
青蛾蠟蟬（學名：Geisha distinctissima），又名藍翅蛾蠟蟬:160-161、碧蠟蟬或碧蛾蠟蟬，俗稱青羽衣或黄翅羽衣，是半翅目蛾蠟蟬科的昆蟲，分布於日本（本州以南）、朝鮮半島、中國（山東、江蘇、上海、浙江、江西、湖南、福建、廣東、廣西、海南、四川、貴州與雲南）與臺灣。正模標本採集於中國北方。

## 辨識特徵
體長0.55至0.7公分，全長1至2公分。全身體色呈綠色系。觸角短，體色呈青綠色或淡綠色（有些個體較偏黃綠色，更有些個體帶有白粉）。後翅多隱藏於前翅下，幾近透明；前翅上的翅脈（呈青綠色或黃綠色）呈不規則狀，近似葉脈，後緣有褐色斑點排列形成的條紋。若蟲體色呈白色，身上包裹著蠟絲。

## 生態習性
成蟲主要出現於春季至夏季，多棲息於副熱帶常綠闊葉林的草叢中或樹上，具有群居性。
青蛾蠟蟬為一年一世代（Univoltine）的生物：成蟲將卵產於樹上（並會以卵的型態度過冬天），卵主要於春天孵化，並在夏季羽化為成蟲。
本物種是一種台灣柑桔的害蟲:160-161。

## 外部連結
- 維基物種上的相關：青蛾蠟蟬
- Hemiptera database. Fulgoromorpha Lists On the Web, FLOW. .   [2014-07-22].